# Marcin Zieleniecki
Marcin Antoni Zieleniecki (ur. 26 maja 1970 w Sztumie) – polski prawnik i nauczyciel akademicki, doktor habilitowany nauk prawnych, profesor nadzwyczajny Uniwersytetu Gdańskiego, w latach 2015–2020 podsekretarz stanu w Ministerstwie Rodziny, Pracy i Polityki Społecznej.

## Życiorys
W 1994 ukończył studia prawnicze na Uniwersytecie Gdańskim. Na Wydziale Prawa i Administracji UG uzyskiwał kolejne stopnie naukowe w zakresie nauk prawnych ze specjalnością prawo pracy – doktora w 2002 (na podstawie pracy pt. Charakter prawny stosunku ubezpieczenia zdrowotnego) i doktora habilitowanego w 2012 (w oparciu o rozprawę zatytułowaną Emerytura pomostowa w nowym systemie emerytalnym).
Zawodowo związany z Uniwersytetem Gdańskim, gdzie doszedł do stanowiska profesora nadzwyczajnego w Katedrze Prawa Pracy. Został również wykładowcą w Instytucie Ekonomicznym Państwowej Wyższej Szkoły Zawodowej w Elblągu. Pracował również dla Komisji Krajowej NSZZ „Solidarność”, m.in. reprezentował związek przed Trybunałem Konstytucyjnym.
W listopadzie 2015 objął stanowisko podsekretarza stanu w Ministerstwie Rodziny, Pracy i Polityki Społecznej. W styczniu 2020 odszedł z MRPiPS. Członek rady nadzorczej Zakładu Ubezpieczeń Społecznych z ramienia NSZZ „Solidarność”.